# Рівненська обласна державна адміністрація
Рівненська обласна державна адміністрація — місцевий орган виконавчої влади в Рівненської області, який діє на основі Закону України «Про місцеві державні адміністрації» і Типового регламенту та керується Конституцією України, Законами України, Указами Президента України, розпорядженнями КМ України, розпорядженнями і дорученнями голови ОДА.
.
У зв'язку з широкомасштабним вторгненням Росії 24 лютого 2022 року набула статусу військової адміністрації.

## Історія

### Голови
| П. І.Б             | Посада                                               | Період головування                           |
| ------------------ | ---------------------------------------------------- | -------------------------------------------- |
| Роман Василишин    | представник президента України у Рівненській області | березень 1992 — лютий 1995                   |
| Роман Василишин    | голова Рівненського облвиконкому                     | липень 1994 — липень 1995                    |
| Роман Василишин    | голова Рівненської облдержадміністрації              | липень 1995 — лютий 1997                     |
| Микола Сорока      | голова Рівненської облдержадміністрації              | лютий 1997 — січень 2005                     |
| Василь Червоній    | голова Рівненської облдержадміністрації              | січень 2005 — травень 2006                   |
| Віктор Матчук      | голова Рівненської облдержадміністрації              | травень 2006 — лютий 2010                    |
| Василь Берташ      | голова Рівненської облдержадміністрації              | лютий 2010 — лютий 2014                      |
| Сергій Рибачок     | голова Рівненської облдержадміністрації              | березень — листопад 2014                     |
| Юрій Приварський   | в. о. голови Рівненської облдержадміністрації        | 2014                                         |
| Віталій Чугунніков | голова Рівненської облдержадміністрації              | грудень 2014 — квітень 2016                  |
| Олексій Муляренко  | голова Рівненської облдержадміністрації              | квітень 2016 — червень 2019                  |
| Ігор Тимошенко     | в. о. голови Рівненської облдержадміністрації        | червень — вересень 2019 року                 |
| Віталій Коваль     | голова Рівненської облдержадміністрації              | вересня 2019 року — 21 листопада 2023 року   |
| Сергій Подолін     | в.о. голови Рівненської облдержадміністрації         | 21 листопада 2023 року — 27 грудня 2023 року |
| Олександр Коваль   | голова Рівненської облдержадміністрації              | з 27 грудня 2023 року —                      |

## Керівництво
- Голова — Олександр Коваль[5]
- Перший заступник голови — Сергій Подолін[6]
- Заступники голови: Людмила Шатковська[7]Олександр Кохан[8]Ігор Павленко[9].
- Заступник голови з питань цифрового розвитку, цифрових трансформацій і цифровізації — Олександр Терещенко[10].
- Керівник апарату ОДА — Ірина Михайловська[11].